# Numerio Fabio Ambusto
Numerio Fabio Ambusto (Roma, ... – ...; fl. V secolo a.C.) è stato un politico e militare romano del V secolo a.C.

## Primo tribunato consolare
Nel 406 a.C. fu eletto tribuno consolare con Publio Cornelio Rutilo Cosso, Gneo Cornelio Cosso e Lucio Valerio Potito, al suo secondo tribunato.
Il senato decise di dichiarare a Veio, ma nonostante questo non si riuscì ad organizzare una leva militare per questa guerra, sia per il protrarsi delle operazioni militari contro i Volsci, sia per l'opposizione dei tribuni della plebe, che vedevano nelle campagne militari, il mezzo attraverso il quale i patrizi evitavano di discutere delle riforme chieste dalla plebe.
Si decise comunque di continuare la guerra contro i Volsci; mentre Gneo Cornelio rimaneva a presidio di Roma, Lucio Valerio e 
Publio Cornelio operavano azioni diversive, dirigendosi rispettivamente verso Anzio ed Ecetra, mentre Numerio Fabio si dirigeva verso Anxur, che conquistava e dava al saccheggio, vero obiettivo dei tribuni.
agli altri Volsci di proteggere quella posizione. Quando i colleghi arrivarono, i tre eserciti saccheggiarono la città, che era molto ricca perché aveva goduto di un lungo periodo di prosperità»
(Tito Livio, "Ab Urbe Condita", IV, 4, 59)
Fu anche l'anno in cui il Senato emanò una legge a favore dei soldati.
(Tito Livio, "Ab Urbe Condita", IV, 4, 59)

## Assedio di Chiusi
Numerio nel 391 a.C. fu inviato dal Senato romano, insieme ai due fratelli Quinto Fabio Ambusto e Cesone Fabio Ambusto, a Chiusi per trattare con i Galli Senoni, guidati da Brenno, nell'assedio della città etrusca.
Come gli altri fratelli non si distinse per le capacità diplomatiche, e l'ambasciata si risolse negativamente per i romani, perché a seguito della richiesta dei Senoni, di ottenere la consegna di Quinto Fabio, perché fosse giudicato per il suo crimine (aver preso parte ai combattimenti essendo ambasciatore), ed alla nomina dei tre fratelli alla massima magistratura romana, i Senoni abbandonarono l'assedio di Chiusi e marciarono contro Roma.

## Secondo tribunato consolare
Nel 390 a.C. fu eletto tribuno consolare con Quinto Sulpicio Longo, Quinto Fabio Ambusto, Cesone Fabio Ambusto, Quinto Servilio Fidenate e Publio Cornelio Maluginense.
A Cesone, ed agli altri Tribuni, Tito Livio addebita le maggiori responsabilità della sconfitta romana alla battaglia del fiume Allia, prologo del Sacco di Roma ad opera dei Galli Senoni condotti da Brenno.
E Cesone, insieme agli altri Tribuni consolari, fu tra i più strenui sostenitori della proposta di lasciare Roma per stabilirsi a Veio, dopo che i Galli erano stati sconfitti.
(Tito Livio, "Ab Urbe Condita", V, 4, 49.)